# Gratia
Gratia – wieś w Rumunii, w okręgu Teleorman, w gminie Gratia. W 2011 roku liczyła 1380 mieszkańców.